# Shundo Aoyama
Shundō Aoyama (青山 俊董, Aoyama Shundō, née en 1933) est une nonne zen de l'école Sōtō, très connue au Japon, mais aussi en France. Elle se consacre à la formation des nonnes au temple Aichi Semmon Nisodo à Nagoya, mais aussi à la pratique des laïcs et s'engage pour la reconnaissance du statut des nonnes au Japon,. Auteur de nombreux livres destinés aux laïcs, mais aussi de conférences de haut niveau sur le Shōbōgenzō de maitre Dōgen, elle est très appréciée pour sa franchise, son regard distancié sur le bouddhisme japonais, et son ouverture aux cultures étrangères.

## Biographie
Elles et née en 1933 dans la province d'Aichi. Sa mère la confie à sa tante dès l’âge de cinq ans, pour qu'elle soit élevée dans le temple de Muryo-ji, près de Nagano. Elle est ordonnée nonne à quinze ans, et elle insiste pour entrer directement au temple de formation des nonnes, l'Aichi Semmon Nisodo, à Nagoya, au lieu d’aller au lycée. À la sortie de la guerre, ce temple était très délabré, et les conditions de vie y étaient fort rudes. 
Fait exceptionnel pour une nonne de cette époque, elle fait des études supérieures à l'Université bouddhique de Komazawa (Tokyo) après quoi elle commence à enseigner. Grande érudite, elle donne des conférences, et participe également à des retraites intensives de zazen dans la lignée de Kodo Sawaki. En 1976, elle est nommée abbesse du temple de formation des nonnes et contribue à sa réfection complète. À partir de 1984, elle est aussi responsable des temples de Seiho-ji et Muryo-ji[Où ?].
Elle est reconnue aussi pour sa pratique de la cérémonie du thé, qu’elle a longtemps enseignée, ainsi que la pratique de la calligraphie (shodo) et de l’art d’arranger les fleurs (ikebana). Elle a beaucoup participé au dialogue interreligieux avec les catholiques du Japon, et aux échanges entre monastères chrétiens et bouddhistes, entre le Japon et l’Europe.
Au Japon, les laïcs l’apprécient beaucoup pour ses conférences et ses nombreux livres, mais plus encore pour l'occasion qu'elle leur donne de vivre une vie monastique, et en particulier de pratiquer zazen quelques jours chaque année, durant « l’étude du zen et des préceptes » (zenkai no tsudoi).
En France, elle a transmis le dharma à Jōkei-Ni Lambert, qui est devenue en 2018 l’abbesse du temple « La Demeure sans limites » (Aoyama Muryo-ji) en Ardèche.
Elle est l'auteur de plusieurs ouvrages et articles, dont certains ont été traduits en anglais et/ou en français. 

## Ouvrages traduits en français
- Le zen et la vie. Sagesse et compassion d'une nonne zen (trad. de l'anglais par Martine Haegel-Huck), Paris, Sully, 2008 (1re éd. 2000 sous le titre Zen. Graine de Sagesse), 208 p. (ISBN 978-2-354-32023-2)Réédition sous le titre Le Zen et la vie, Albin Michel, coll. « Spiritualités vivantes », 2015, 224 p.  (ISBN 978-2-226-25854-0)
- Une vie de nonne zen (trad. du japonais par Jōkei-Ni Lambert et Akiko Murayama), Paris, Sully, 2017, 208 p. (ISBN 978-2-354-32304-2)

- Les fleurs, miroir de nos vies (trad. du japonais par Akiko Murayama et Jōkei-Ni Lambert), Paris, Sully, coll. « Le Prunier », 2024, 175 p. (ISBN 978-2-354-32370-7)